# هي جين
هي جين هو جنرال صيني كان قائدا للقوات المسلحة الصينية في عهد سلالة هان في عام 184م وأحد المؤسسين لعصر الممالك الثلاث وأول من دبر محاولة للانقلاب على سلطة الحاضرين العشرة توفي سنة 189 م مقتولا.

## النشأة
ولد هي جين في عائلة من الجزارين في مدينة نانيانغ مسقط رأس الإمبراطور غوانغو مؤسس أسرة هان الشرقية، قام الحاضرون العشرة بتزكية أخته غير الشقيقة هي دو لتصبح في النهاية زوجة وإمبراطورة للإمبراطور لينغ، أعجب الإمبراطور بقدراته عندما ساهم في قمع تمرد العمامات الصفراء في سنة 184 عينه الإمبراطور لينغ قائدا لجيش هان.

## وفاة الإمبراطور لينغ
توفي الإمبراطور لينغ في عام 189 م وكان قد ترك إبنه ليو بيان وليا لعهده ونتيجة لرغبة حزب الحاضرون العشرة في تسلم الوصاية على الإمبراطور الجديد زاد التوتر بين الحزب وبين الجنرال هي جين رغب الجنرال في التخلص من فساد خدام القصر الذي بدأ منذ عهد الإمبراطور هوان لذلك حاول إقناع شقيقته بصفتها الإمبراطورة بالتخلص من الحزب دخل هي جين إلى البلاط الامبراطوري لإسرة هان وبدأ في إقناع الإمبراطورة هي لكن أحد الخدام سمعه وهو يتحدث عن خطة تدميرهم عندما سمع كبير الخدام تشانغ رانغ. عن الخطة أمر جنوده بتدبير محاولة لقتل الجنرال هي جين والتخلص منه لكن الخطة فشلت.

## محاولة الإغتيال
بعد فشل المحاولة الأولى أدرك الجنرال هي جين أن الخدام لن يتوقفوا حتى يقتلوه دبر الخدام محاولة ثانية لقتله وإتفقوا على قتله عندما يدخل القصر لكن الوزير يان يين حذره بصدق ونبه لمؤامرة الخدام تراجع هي جين بعد معرفته بنوايا الخدام وإنسحب عائدا إلى معسكره بعد أن عرف الخدم بتراجع هي جين طلبوا الحماية من الإمبراطورة هي شقيقة الجنرال هي جين وذكروها بإنهم من قاموا بإحضارها لبلاط الإمبراطور لينغ فوافقت الإمبراطورة رغبة منها في زيادة سلطة إبنها الصغير الإمبراطور شاو وتقليص سلطة الوصاية.

## إستدعاء دونغ تشو
بعد أن عرف الجنرال هي جين بتحالف الإمبراطورة مع الخدام العشرة قرر الضغظ على الإمبراطورة وأرسل رسائل لجنرال ليانغ زو الجنرال دونغ تشو طالبه فيها بصفته الجنرال الأعلى وبنصيحة من مستشاره يوان شاو بقيادة الجنود للتقدم والتمركز في ضواحي العاصمة لويانغ
عندما علمت الإمبراطورة الأرملة بخطة هي جين إدعت الحياد والحفاظ على سلطة أسرة هان لكنها حذرت الخدام العشرة بسبب تعلقها بهم ولثقة الإمبراطور السابق بهم وعندما عرف الخدام خططوا لاغتيال هي جين فقاموا بتزييف أمر، إمبراطوري باسم الإمبراطورة الأم تدعي فيه الموافقة على إستدعاء الجنرال دونغ تشو وتطالب فيه هي جين بالقدوم للبلاط لمناقشة الأمر.

## إغتياله على يد الخدام
نصح الجنرال يوان شاو الجنرال هي جين بعدم الدخول للبلاط لكن هي جين لم يستمع لنصيحة يوان شاو بل قرر الدخول لبلاط الأسرة الحاكمة
إحتاط يوان شاو للأمر فإنتظر هي جين خارج البلاط بصحبة 5000 جندي وعندما دخل هي جين البوابة حاصره 50 جنديا من جنود الخدام وأردوه قتيلا
```
عندما قتلوا هي جين لم يكونوا على دراية بتمركز جيش الإخوة يوان عند البوابة وعندما صاح الخدام إحتفالا بإغتيال الجنرال هي جين سمع يوان شاو عدة كلمات من بينها 
نفذنا أمر السماء وقتلنا عدو هان
.
```

غضب يوان شاو ويوان شو عندما سمعوا هذا الكلام لذلك أمر يوان شاو الجنود بالهجوم على البلاط وقتل جميع الخدام، تم ذبح جميع الخدام وقادتهم في حزب الحاضرين العشرة ماعدا زعيمهم تشانغ رانغ الذي قام بخطف الإمبراطور شاو وشقيقه ليو شي إلى ضفة النهر

## أعقاب
أثناء انشغال يوان شاو بقتل الحاضرين العشرة
وخطف الإمبراطور وشقيقه
أمر الجنرال دونغ تشو قواته بدخول العاصمة وعندما دخل القصر ساعد جنود يوان شاو في قتل باقي خدام البلاط لكن أحد مستشاريه نصحه بالذهاب لضفة النهر وإنقاذ الإمبراطور شاو وشقيقه
ذهب الجنرال دونغ تشو للنهر ووجد تشانغ رانغ يحاول إقناع الإمبراطور بالقفز في نهر لوه لكن دونغ تشو أمر جنوده بالإمساك بالإمبراطور شاو وشقيقه
إنتحر تشانغ رانغ في النهر وأعاد دونغ تشو الإمبراطور إلى القصر إقترح دونغ تشو على عزل الإمبراطور شاو لكن يوان شاو لم يوافق، توترت العلاقات بينه وبين دونغ تشو. وقرر قتله لكن أحد جنرالات دونغ تشو رفض بحجة وجود أنصار ليوان شاو في العاصمة
فسمح دونغ تشو له بالمغادرة إلى تجي تزو وعندما غادر يوان شاو العاصمة لويانغ قام دونغ تشو بعزل الإمبراطور شاو ونصب بدلا منه شقيقه ليو شي عرف بالإمبراطور شيان بعد عزل الإمبراطور شاو تحكم دونغ تشو بالإمبراطور شيان ومن خلاله استطاع التحكم في الحكام والجنرالات.